# Orsonwelles ventus
Orsonwelles ventus är en spindelart som beskrevs av Gustavo Hormiga 2002. Orsonwelles ventus ingår i släktet Orsonwelles och familjen täckvävarspindlar. Inga underarter finns listade i Catalogue of Life.